# Cleora argillacea
Cleora argillacea là một loài bướm đêm trong họ Geometridae.